# ゼロヘッジ
ゼロヘッジ（ZeroHedge）は主に経済・金融・株式市場関連のニュースを配信するブログ形式メディアである。サイト内部記者による記事の他、外部メディアや寄稿者による記事も紹介している  。サイトの運営指針としてはオーストリア経済学派およびリバタリアンの観点による分析を重視しており、金融市場に対して永久弱気派（パーマベア）の立場を取る。
サイトのヘッダーには「長い目で見れば誰であろうと生存率はゼロになる。 (On a long enough timeline the survival rate for everyone drops to zero.)」との標語が掲載されている。この文は映画「ファイト・クラブ」からの引用である。
ゼロヘッジの編集方針に批判的なメディアなどは、しばしばゼロヘッジに対し極右（米国） 、親ロシア  、陰謀論者の巣窟である、などの批判を行っている。親ロシア的とされた政治記事が原因で、ゼロヘッジのSNSアカウントが凍結された事例もしばしば発生している。2019年にはFacebook、2020年にはTwitterのアカウントが凍結処分を受ける事件も発生したが、後に解除されている。 
ゼロヘッジの社内コンテンツは「タイラー・ダーデン (Tyler Durden)」というペンネームで掲載されており、創設者とメインエディターはブルガリア人のダニエル・イヴァンジイスキ (Daniel Ivandjiiski)と推定されている。